# سوگ مغان
سوگ مغان رمانی از محمدعلی علومی، نویسندهٔ ایرانی است که توسط نشر آموت به چاپ رسید. این کتاب جزو نامزدهای دریافت جایزه جلال آل احمد و جایزه کتاب فصل بوده است.

## معرفی
راویِ سوگ مغان که به نظر می‌آید دچار ناراحتی شدید روانی شده است، به توصیهٔ روانکاو به زادگاهش بم می‌رود تا شاید در آنجا به آرامش برسد. همزمان با سفر، تعدادی از نشانه‌های رمزی ترسناک شروع می‌شوند. درویشی بیابانگرد و مارگیر که در کوزه قدیمی خود دست بریده‌ای را حمل می‌کند و … راوی داستان در سفر خود به مکانی ما قبل تاریخ می‌رسد و در آنجا با موجودی اهریمنی آشنا می‌شود. در بم راوی سوگ مغان با دوستان خود از ستم‌های مکرر کسانی مثل اسکندر و آغا محمد خان و اربابان محلی صحبت می‌کند و هر بار در فاجعه‌های بزرگ، راوی، مغان را می‌بیند که با آدابی خاص و اندوهی فراوان سوگوار هستند.

## نقدها و دیدگاه‌ها
بلقیس سلیمانی، نویسنده و منتقد ادبی دربارهٔ این اثر بر این باور است که جد این کتاب و کتاب‌هایی از این دست، رمان بوف کور صادق هدایت است، نویسنده‌ای هست که از جهان اطرافش می‌نالد و می‌خواهد آنچه برسرش گذشته را برای سایه‌اش تعریف کند. روای سوگ مغان نیز مانند قهرمان بوف کور از پنجره خانه‌اش این پیرمرد را نگاه می‌کند.
امیرعلی نجومیان بر این است که این رمان پر از نمایش زشتی‌ها و افسردگی‌ها و جنون و وحشت است اما ناگهان در آخرین فصل از زیبایی‌ها می‌گوید و تلاش می‌کند از تلخی‌ها کم کند، بگوید که زندگی زیبایی‌هایی هم دارد. این در پایان خواننده را دچار شوک می‌کند، زیرا خواننده‌ای که تا اینجا با جوهره وحشت رو به رو شده است، به فضای تازه‌ای می‌رسد.